# 西藏鸢尾
西藏鸢尾（学名：Iris clarkei）是鸢尾科鸢尾属的植物。分布在尼泊尔、锡金、印度以及中国大陆的西藏、云南等地，生长于海拔1,550米至3,020米的地区，常生长在溪流旁及湖边的湿地，目前尚未由人工引种栽培。